# Super Nintendo
Super Nintendo, altrament coneguda com a SNES, Super NES, o Super Famicom (aquesta última denominació, només al Japó), és una consola de 16 bits de la companyia Nintendo, llençada el 1990 al Japó. Als EUA va ser introduïda al mercat el 1991 i a Europa, el 1992. Malgrat la dura competència que va mantenir amb la Sega Mega Drive per a aconseguir el mercat de la quarta generació de consoles, finalment la Super Nintendo va ser la consola de 16 bits més reeixida, seguida de la Sega Mega Drive. Nintendo va aconseguir vendre 104 milions de consoles. A Europa va ser més coneguda com la Super Nintendo o la Super NES (abreujat SNES), també anomenada la Super Famicom (japonès: スーパーファミコン, Hepburn: Sūpā Famikon) al Japó (abreujat SFC) i la Hyundai Super Comboy (hangul: 현대 슈퍼 컴보이, romanització revisada: Hyeondae Syupeo Keomboi) a Corea del Sud, és la segona videoconsola de sobretaula de Nintendo i la successora de la Nintendo Entertainment System (NES) a Amèrica i Europa. Va mantenir una gran rivalitat a tot el món amb la Sega Mega Drive (o Sega Genesis) durant l'era de 16 bits.
Va ser descontinuada l'any 1999 (2003 al Japó) i anys més tard, va ser rellançada virtualment a la Wii. Va ser la més reeixida i venuda de l'era dels 16 bits. Gràcies al xip Super FX, la SNES va tenir els primers videojocs totalment tridimensionals a les consoles, sent Star Fox el primer joc per a consola de videojocs amb gràfics completament tridimensionals. A Espanya, l'eslògan de la consola va ser «El cervell de la bèstia» i «Super 16 bits».

## Història

### Antecedents (era dels 8 bits)
Durant mitjans de la dècada de 1980, Nintendo havia consolidat el mercat de videojocs dins i fora del Japó a través de la seva consola NES (Nintendo Entertainment System/Nintendo Famicom) amb importants polítiques i estratègies de comercialització. Gràcies a això, el 1986 havia ajudat a revitalitzar la indústria dels videojocs als Estats Units, després que aquesta estigués en un període de crisi financera començat l'any 1983, col·locant-se en una posició dominant al mercat a comparació d'altres companyies (en la majoria nacionals com Atari) que havien fet fallida o perdut una important confiança i presència econòmica a causa dels embats provocats per l'esmentada crisi; la companyia hauria aconseguit penetrar en altres mercats, principalment Europa i Àsia, gràcies a una estratègica associació amb diferents companyies per a la distribució de les seves consoles.
A la fi del 1987 la situació al mercat japonès presentava canvis, el 30 d'octubre d'aquest mateix any la companyia Hudson Soft en associació amb el fabricant d'indústria electrònica NEC llançarien al mercat la consola PC Engine (que seria coneguda en altres mercats com el TurboGrafx-16), presentant un disseny compacte, un maquinari i gràfics superiors a comparació de la NES, sent ja un competidor directe. L'interès de NEC a entrar al mercat dels videojocs va coincidir amb l'intent fallit de Hudson per vendre dissenys de xips gràfics per Nintendo. D'altra banda, Sega era una altra companyia que venia competint des de fa anys per consolidar una consola de videojocs al mercat japonès, després d'haver realitzat fracassats intents en el llançament i comercialització d'altres consoles en el passat: la SG-1000 el 1983, Sega Mark III el 1985 i Sega Master System el 1986, la companyia decideix dissenyar i comercialitzar una nova consola basada en l'arquitectura de 16 bits que pogués rivalitzar superiorment a Nintendo, basant-se en el maquinari dels seus propis sistemes d'arcade d'aquells anys, el desenvolupament de la nova consola donaria fruits i el 29 d'octubre de 1988 seria llançat la Sega Mega Drive/Sega Genesis, sent un sistema que en veritat oferia un processador, gràfics completament en 16 bits i una qualitat d'àudio superior. Encara que aquestes dues consoles no podien competir veritablement amb la Famicom quan van sortir a la venda al mercat, els executius de Nintendo van considerar replantejar-se la seva posició una vegada que els seus competidors podien oferir nous sistemes veritablement superiors a la seva consola.

### Desenvolupament
En algun moment de 1987, Masayuki Uemura, el dissenyador de la Famicom original, desenvoluparia el que seria la nova consola de Nintendo, mentrestant Ken Kutaragi dissenyaria una part important en el nou sistema, el so, la qual seria en el desenvolupament d'un potent xip de so que més tard seria conegut com a SPC700, treball que es va mantenir en secret a causa que Ken era un treballador de Sony i havia acceptat treballar en secret per Nintendo, la situació es va tibar una vegada que Sony va descobrir el projecte el 1988 però es va permetre continuar una vegada que el llavors CEO de Sony, Norio Ohga, va permetre al seu empleat continuar treballant en conjunt per Nintendo.

### Presentació
El 21 de novembre de 1987 va ser presentat davant la premsa japonesa el prototip real de la consola coneguda com "Super Famicom Computer". La presentació inclouria a més de la demostració de les capacitats gràfiques de rotació i escalat (capacitat de renderització pseudo-3D), conegut com el "Mode 7" a través d'un joc prototip anomenat DragonFly, que seria el precursor del videojoc Pilotwings; el llançament previst seria durant el mes de juliol de 1988. Una segona demostració es va dur a terme en una altra roda de premsa el 28 de juliol de 1989, es va mostrar un altre joc usat en la demostració, un prototip del videojoc Super Mario World, es confirmaria que el llançament de la consola es posposaria fins a l'any 1990.

### Llançament
La Super Famicom es va llançar al Japó el dimecres 21 de novembre de 1990 per 25.000¥ (US$210). Va ser un èxit immediat; les primeres 300.000 unitats es van vendre en amb prou feines hores i a conseqüència de la pertorbació social generada, el govern japonès va demanar a les empreses de videojocs que planifiquessin els futurs llançaments de consoles en cap de setmana. El llançament del sistema també va cridar l'atenció de la màfia japonesa (Yakuza), prenent-se la decisió de distribuir el producte a la nit per evitar el robatori.
Les vendes de la Super Famicom van superar ràpidament a la competència, reafirmant la posició de Nintendo com a líder del mercat de consoles japonès. "El Japó es va mantenir lleial a Nintendo, ignorant tant a la Megadrive de Sega com a la PC Engine de NEC (el nom japonès per TurboGrafx)... A diferència del llançament al Japó en el qual la Super Famicom va superar en vendes a tots dos competidors junts, la Super NES s'estrenarà contra un producte establert al mercat." L'èxit de Nintendo es va deure en part a la retenció de les desenvolupadores clau del seu sistema anterior, incloent Capcom, Konami, Tecmo, Square, Koei i Enix.

"No obstant això, el factor clau de les vendes va ser el joc que venia amb la consola SNES - Super Mario World".

El 23 d'agost de 1991, es va llançar la Super Nintendo Entertainment System (Una versió redissenyada de la Super Famicom) a Amèrica del Nord per US$199. La Super NES (SNES) es va llançar al Regne Unit i Irlanda a l'abril de 1992 al preu de GB£150, setmanes més tard es va llançar també a Alemanya. Al Brasil el 1992 per Playtronic, una joint venture entre l'empresa de joguines Estrela i la companyia d'electrònica de consum Gradient. La majoria de les versions de la regió PAL de la consola van usar el disseny japonès de la Super Famicom, excepte per l'etiquetatge i la longitud del cable del comandament.
La Super Famicom i la Super NES es van llançar amb pocs jocs, però aquests van ser ben rebuts al mercat. Al Japó, solament dos jocs estaven inicialment disponibles: Super Mario World i F-Zero. A Amèrica del Nord, Super Mario World es va llançar en un pack amb la consola i altres títols de llançament; inclosos F-Zero, Pilotwings (tots dos demostraven el "Mode 7" de capacitat de renderització pseudo-3D), SimCity, i Gradius III.

### Competència amb Sega (Guerra de Consoles)
La rivalitat entre Nintendo i Sega va donar lloc al que s'ha descrit com una de les guerres de la consola més notables en la història dels videojocs. Mentre que al Japó Sega es va mantenir distant al mercat dels videojocs, a Amèrica del Nord es mantindria dominant amb la seva consola Sega Genesis, anomenada Sega Mega Drive a Europa, desenvolupant importants campanyes publicitàries agressives en contra de Nintendo a partir de l'any 1989, una de les més recordades pel públic americà va ser la campanya publicitària anomenada "Genesis does what Nintendon't" (en català: "Genesis fa el que Nintendo no pot") que demostrava les capacitats tècniques superiors de la consola de Sega en 16 bits i un extens catàleg de videojocs esportius enfront de les capacitats en 8 bits de la consola NES amb els seus videojocs llicenciats de títols arcade. No obstant això, un dels factors claus de l'èxit de la Genesis als Estats Units va ser la incorporació del videojoc Sonic the Hedgehog en el paquet de la consola el 1991, el títol va aconseguir tenir crítiques favorables i va ajudar al fet que diversos jugadors compressin la consola Genesis en lloc de la SNES. El 1992, Nintendo hauria d'enfrontar-se ara amb un rival ja establert als mercats americans i europeus durant alguns anys, solament a Amèrica del Nord aconseguiria consagrar-se fins a l'any 1994.

### Canvis en la política
Si bé les pràctiques realitzades per Nintendo sobre la retenció de llicències i desenvolupadors de videojocs durant l'època de la NES ajudava amb això a les vendes, aquestes no van poder sostenir-se en els anys 90 a causa de la competència de la Sega Mega Drive. L'any 1991, la companyia Acclaim llançaria nous títols per a ambdues plataformes mentre altres companyies com Capcom decideixen llicenciar videojocs a tercers o a la pròpia Sega en lloc de produir-los directament.
Un altre tipus de polítiques que canviaria amb el transcurs dels anys va ser l'aplicació de censura a la violència i les seves limitacions que Nintendo donava a certs títols que sortirien al mercat, principalment en la seva filial americana, ja que mantenia una política de limitació de la violència als seus títols i, per tant, l'alliberament d'un videojoc a les seves consoles podrien ser diferents a les seves versions europees o japoneses. El videojoc que va desafiar veritablement a aquesta política seria el títol Mortal Kombat el 1993 de la companyia Midway, un èxit d'arcades de 1992 sobre baralles que mostrava esquitxades de sang i desmembrament en moviments finals. A causa de les polítiques de Nintendo, el videojoc va presentar canvis severs i notables, la sang i els moviments violents van ser eliminats de la versió de la SNES, mentrestant Sega era més obert i en lloc de censurar va introduir canvis moderats en els elements canviant la sang per suor sola per ser canviats veritablement amb violència mitjançant l'ús d'un codi especial; en conseqüència la versió de Sega de Mortal Kombat va ser més venuda que la versió de Nintendo.
El cas sobre la violència en els videojocs va anar més enllà i durant un temps es va dur a terme la creació d'un sistema que classifiqui els continguts presentats en els videojocs, el qual va acabar en la creació de l'organització Entertainment Software Rating Board el 1994. Una vegada que va ser establert, Nintendo va considerar que les polítiques sobre censurar títols ja no eren tan necessàries.

### L'era dels 32 bits i més enllà
Mentre que altres companyies s'estaven movent cap a les arquitectures de sistemes de 32 bits, Rare i Nintendo van demostrar que SNES era encara un fort competidor al mercat. El novembre de 1994, Rare va llançar Donkey Kong Country, un joc de plataformes amb models 3D i textures pre-renderitzades en estacions de treball SGI. Amb els seus detallats gràfics, animació fluïda i música d'alta qualitat, Donkey Kong Country rivalitzava amb la qualitat estètica dels jocs que estaven sent llançats en les consoles de 32 bits basades en CD. En els últims 45 dies de 1994, el joc va vendre 6.100.000 d'unitats, convertint-se en el videojoc més ràpidament venut en la història fins a aquesta data. Aquest joc va enviar el missatge que els primers sistemes de 32 bits tenien poc que oferir per sobre de SNES, i va ajudar a donar pas a consoles més avançades.
A l'octubre de 1997, Nintendo rellança la consola en un model més prim (anomenat el model SNS-101), que incloïa amb el videojoc Super Mario World 2: Yoshi's Island, i és considerat com l'últim model llançat a la regió. Un model similar anomenat "Super Famicom Jr." seria llançat el 1998 al Japó. El 27 de novembre de 1997, Nintendo llança el seu últim títol per a la consola: Kirby's Dream Land 3. Finalment la producció de les consoles acabaria l'any 1999 a Amèrica del Nord i el 2003 al Japó.
Amb l'existència de sistemes més potents i avançats amb el pas dels anys, diversos títols van ser portats a les següents consoles de generació i fins i tot a altres tipus de sistemes, alguns d'ells van començar per mitjà de l'emulació en sistemes operatius d'ordinador personal i més tard a altres consoles de Nintendo, el primer d'ells va ser a la consola portàtil Game Boy Advance i després a la consola Wii en el 2005 per mitjà de la consola virtual, actualment també està disponible a la Wii U.
El 31 d'octubre de 2007, Nintendo del Japó va anunciar que deixaria de reparar consoles Super Famicom a causa d'una escassetat cada vegada major de les peces necessàries.

## Maquinari

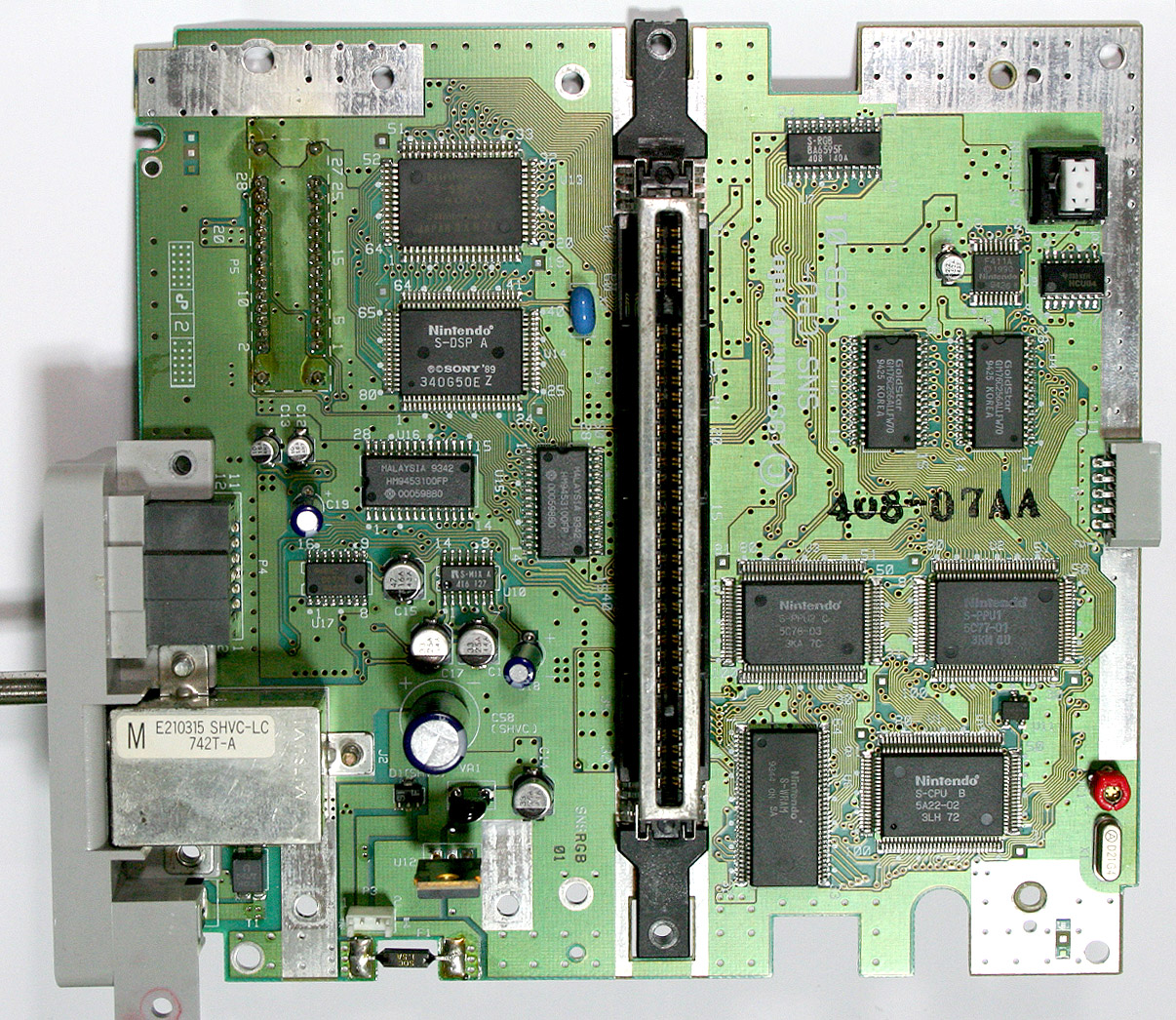
Placa mare del sistema SNES, els xips de so no apareixen a la il·lustració ja que funciona com un mòdul apart i pot desmuntar-se de la placa per mostrar els altres xips del maquinari

El disseny de la Super Nintendo / Super Famicom va ser inusual en la seva època. Comptava amb un processador relativament poc potent, ajudat per potents xips propis per al processament de so i vídeo, també anomenats xips de suport. Això és comú en el maquinari de videojocs d'avui dia, però va ser nou per als desenvolupadors de videojocs, i com a primer resultat els jocs de terceres companyies van tenir poca qualitat tècnicament parlant. Els desenvolupadors es van acostumar al seu sistema més endavant per així poder utilitzar-ho a la seva màxima capacitat.
La CPU o processador principal de la consola és una Ricoh 5A22, basat en el processador WDC W65C816 de 16 bits, mateixa que pertany a l'arquitectura de la família de processadors MOS Technology 6502. Funciona a una velocitat de rellotge variable que van d'1.79, 2.68 MHz, o fins als 3.58 MHz en regions NTSC i 1,77 MHz, 2,66 MHz o 3,55 MHz en regions PAL. Com a processament de vídeo s'empra l'ús de dos circuits tancats separats, el S-PPU1 i el S-PPU2, el seu funcionament va estretament vinculat pel que no poden funcionar separadament un de l'altre, pot generar una paleta de 32.768 colors així com diferents efectes per als gràfics. La unitat de so és emprada mitjançant l'ús del xip Sony SPC700 (també anomenat Nintendo S-SMP) juntament amb el xip S-DSP de vuit canals de so, pot generar simultàniament o individualment diferents efectes de so com el ressò o modulació de tons. El sistema conté respectivament amb 128 KB de Ram utilitzats per a la memòria principal, 64 KB en vídeo i 64 KB per al so.

### Especificacions tècniques
| Unitat central de procés | Unitat central de procés | Unitat central de procés |
| --- | ------------------------ | ------------------------ |
| Processador Ricoh 5A22, basat en el processador WDC W65C816 de 16 bits. - Velocitat de rellotge: 1.79, 2.68 MHz, o 3.58 MHz (NTSC); 1,77 MHz, 2,66 MHz o 3,55 MHz (PAL). - Memòria RAM principal: 128 KB. Característiques addicionals: - DMA i HDMA. - Programat IRQ. - Processament paral·lel I / O. - Multiplicació i divisió de maquinari. |                          |                          |
| So |                          |                          |
| Coprocessador de so: Sony SPC700 de 8 bits. - Velocitat de rellotge: 1.024 MHz. - Extensió de l'arxiu per a emulació: .spc - Grandària de Rom d'arrencada: 64 bytes. - Àudio RAM: 512 Kb (64 KB) (compartida entre els dos xips). |                          |                          |
| Processador digital de so: S-DSP de 16 bits. - Canales de so: 8. - Format de so: ADPCM, usa samples en forma d'ona comprimits mitjançant l'algorisme de compressió BBR. - Qualitat de so: 32 kHz de 16 bits en estèreo. - Temps de Cicle de Memòria: 279 ns. - Efectes de so: Panning de veus, envolupant acústic, ressò, generació de soroll i modulació de to. - Modulador de polsos de codis: 16 bits. |                          |                          |
| Vídeo |                          |                          |
| Circuits S-PPU1 i S-PPU2, unitats de processament d'imatge de 16 bits. - Paleta: 32 768 Colors. - Colors en pantalla: 4096. Segons la manera gràfica: exemple, 241 en mode 1 o 256 en manera 7, sense explicar sub-blending. - Resolució: 256x224 a 512x448. La majoria dels jocs usen 256x224, 320x224 o 400x300 píxels; hi havia trucs de programació per obtenir 512x448 però era usat rarament. - Màxims sprites en pantalla: 128 (32 per línia). - Màxim nombre de píxels de sprites en un scanline: 256. El generador d'imatges té un error de programari el qual es desfeia dels sprites més propers en comptes dels més llunyans si un scanline excedia el límit. - Maneres de pantalla més comunes: Manera 1 text píxel a píxel (16 colors per tile; 3 capes de scroll) text affine mapped, manera 7 (256 colors per tile; una capa de rotació/escalat). - Vídeo RAM: 64 Kb. |                          |                          |
| Alimentació |                          |                          |
| La fonts d'alimentació varien depenent dels models alliberats als diferents mercats. - Transformador d'entrada en els models europeus i australià: 230 V AC, 50 Hz, 17 W. - Transformador d'entrada en els models nord-americans: 120 V AC, 60 Hz, 17 W. - Transformador d'entrada en el model brasiler: 120/220 V AC, 60 Hz, 12 W. - Transformador d'entrada en els models japonesos: 100 V AC, 50/60 Hz, 17 W, 18 VA. - Transformador d'entrada en el model sud-coreà: 110/220 V AC, 60 Hz, 18 VA. - Transformador de sortida: 9 V AC 1.3 A para les versions europees i l'australiana. - Transformador de sortida: 10 V DC, 850 dt. i polaritat negativa per a les versions japonesa, nord-americana i sud-coreana. - Transformador de sortida: 9.3 V DC, 850 dt. i polaritat negativa per a la versió brasilera. - Connector DC femella de 9.5 mm (longitud), 5.5 mm (diàmetre exterior) i 2.5 mm (diàmetre interior) per a les versions PAL. - Connector DC femella de 9.5 mm (longitud), 5.5 mm (diàmetre exterior) i 2.1 mm (diàmetre interior) per les NTSC japoneses. - Connector DC mascle de 9.5 mm (longitud) amb pin interior central per a les consoles americanes i la sud-coreana. |                          |                          |
| Controladors i connectors |                          |                          |
| La consola disposa dels següents connectors: - Port per a controladors de set pines en el frontal de la màquina (2). - Resposta del controlador: 16 ms. - Port de sortida d'àudio/vídeo Nintendo A/V Multi Out (1) (alguns models incloïen una tapa protectora per a aquest port). - Badia per a dispositius externs (1) (Port EXT situat a la base de la consola). - Entrada d'AC 9 V per connector DC mascle de 5.5 mm (diàmetre interior) i 2.5 mm (diàmetre del pin central) per les PAL (1). - Entrada de DC 10 V per connector DC mascle de 5.5 mm (diàmetre interior) i 2.1 mm (diàmetre del pin central) per les NTSC japoneses (1). - Entrada de DC 10 V per connector DC femella per a les versions americanes i la sud-coreana (1). - Sortida A/V de radiofreqüència (RF) (1) (eliminada en les versions compactes, en algunes versions del model SNSN-001(KOR) i en el model SNSP-001A(FRA)). - Connector o ranura per a cartutxos de joc. |                          |                          |
| Botons |                          |                          |
| La consola disposa dels següents botons: - Botó POWER d'encès i apagat per pulsació horitzontal. - Botó RESET retáctil per reiniciar el joc. - Botó EJECT retáctil per a extracció d'un cartutx amb la consola apagada (eliminat en les versions Jr.). - Selector de canal de radiofreqüència de sortida entre dues freqüències diferents disponibles (eliminat en les versions Jr., en algunes versions del model SNSN-001(KOR) i a les consoles PAL models SNSP-001A(FRA), SNSP-001A(UKV) i SNSP-001A(AUS)). |                          |                          |

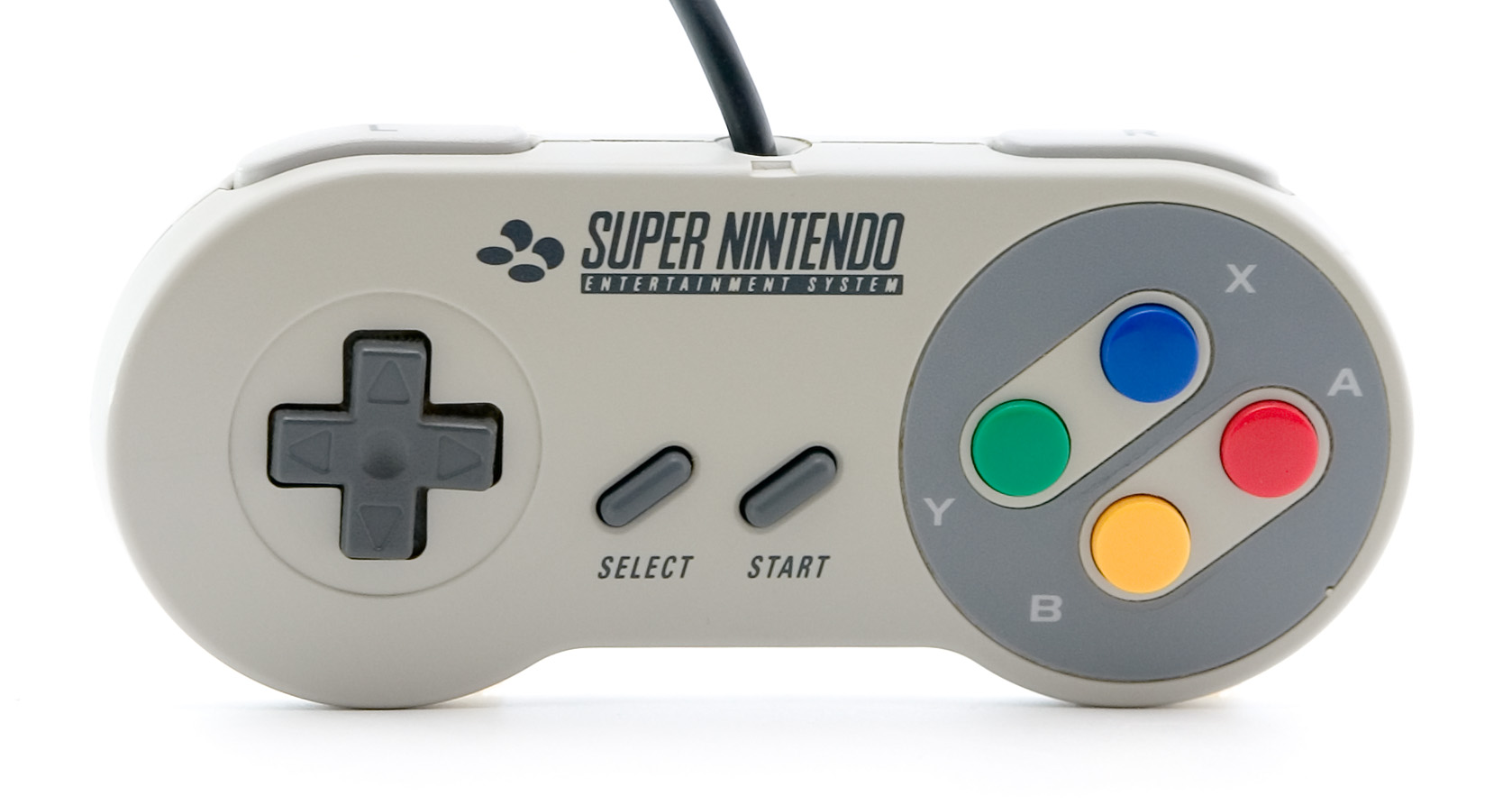
Comandament original, model SNSP-005, per la Super Nintendo PAL, els botons de la qual usen els mateixos colors que en les versions Super Famicom, Super Famicom Jr. i Hyunday Super Comboy.

Versió PAL: si bé aquesta versió presenta un disseny igual al seu contraparte japonesa, aquesta està dissenyada per a televisions PAL, una forma diferent de transmissió de vídeo anàloga empleada en la majoria dels països europeus i a Austràlia. A causa d'aquesta diferència en el tipus de senyal de vídeo, la consola empra un bloqueig regional per evitar l'ús de cartutxos de les regions americanes, japonesa i sud-coreana que utilitzen el protocol de transmissió en vídeo NTSC. La versió PAL és la que disposa de més models, havent-hi petites diferències entre ells en el disseny. El model italià SNSP-001A(ITA) té dues versions: la SNSP-ITA i la (CE)SNSP-ITA; el model francès SNSP-001A(FRA) té dues versions: la SNSP-FRA i la SNSP-FRA-1; el model del Regne Unit SNSP-001A(UKV) té dues versions: la SNSP-UKV i la (CE)SNSP-UKV. El model SNSP-001A(FRG) té diferents versions, depenent del país on es vengués (versió indicada en l'etiqueta de la base de la consola) i de l'any de producció, havent estat venuda la versió SNSP-ESP a Espanya, la SNSP-NOE a Alemanya, la SNSP-FRG a Àustria i altres països del nord d'Europa, la SNSP-HOL als Països Baixos, la SNSP-GPO a Grècia i la (CE)SNSP-FRG a diversos països d'Europa, les produccions dels quals d'aquesta última, de finals de 1994 d'ara endavant, disposaven de les noves revisions de plaques que engloben el qual s'han venut a cridar les "consoles 1XIP", que emeten una el senyal de vídeo més nitida i de major qualitat que a les consoles anteriors les plaques de les quals no són "1XIP". A diferència de les consoles amb el sistema NTSC, la Super Nintendo PAL no disposa ni emet el senyal de sincronisme compost (pin 3 del port Multi Out) i solament pot utilitzar, per al senyal RGB, els sincronismes del senyal de Video Compost o la de S-Video, la qual cosa fa que la imatge contingui una mica de soroll i no sigui tan nítida com podria veure's en les versions NTSC.

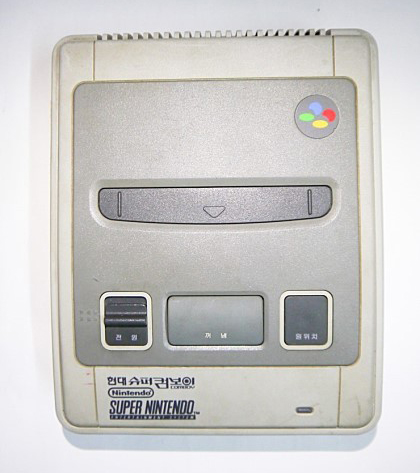
Consola Hyundai Super Comboy.

Versió sud-coreana: per a la distribució i venda al mercat de Corea del Sud, Nintendo li va cedir la seva llicència a l'empresa sud-coreana Hyundai Electronics. A causa d'això, el nom de la consola adopta en aquest país el nom oficial de Hyundai Super Comboy, encara que també s'inclou el nom "Super Nintendo Entertainment System" en la consola, indicant-se la versió d'aquesta en la caixa oficial de la consola i sota el text "Korean Version", la qual cosa converteix a aquest model en una altra versió més de SNES. Quant al disseny de la carcassa, aquesta versió té el mateix que els models PAL i Super Famicom, i utilitza el senyal de vídeo NTSC, sent aquesta versió totalment compatible amb els jocs de Super Famicom. També destaca la utilització del mateix connector DC que els models SNES americans i el text en coreà dels botons de la consola en algunes de les versions. Els primers models de la consola tenen el codi SNSN-001(KOR), mentre que les posteriors van ser etiquetades com a model HGM-3000(SNSN-001).

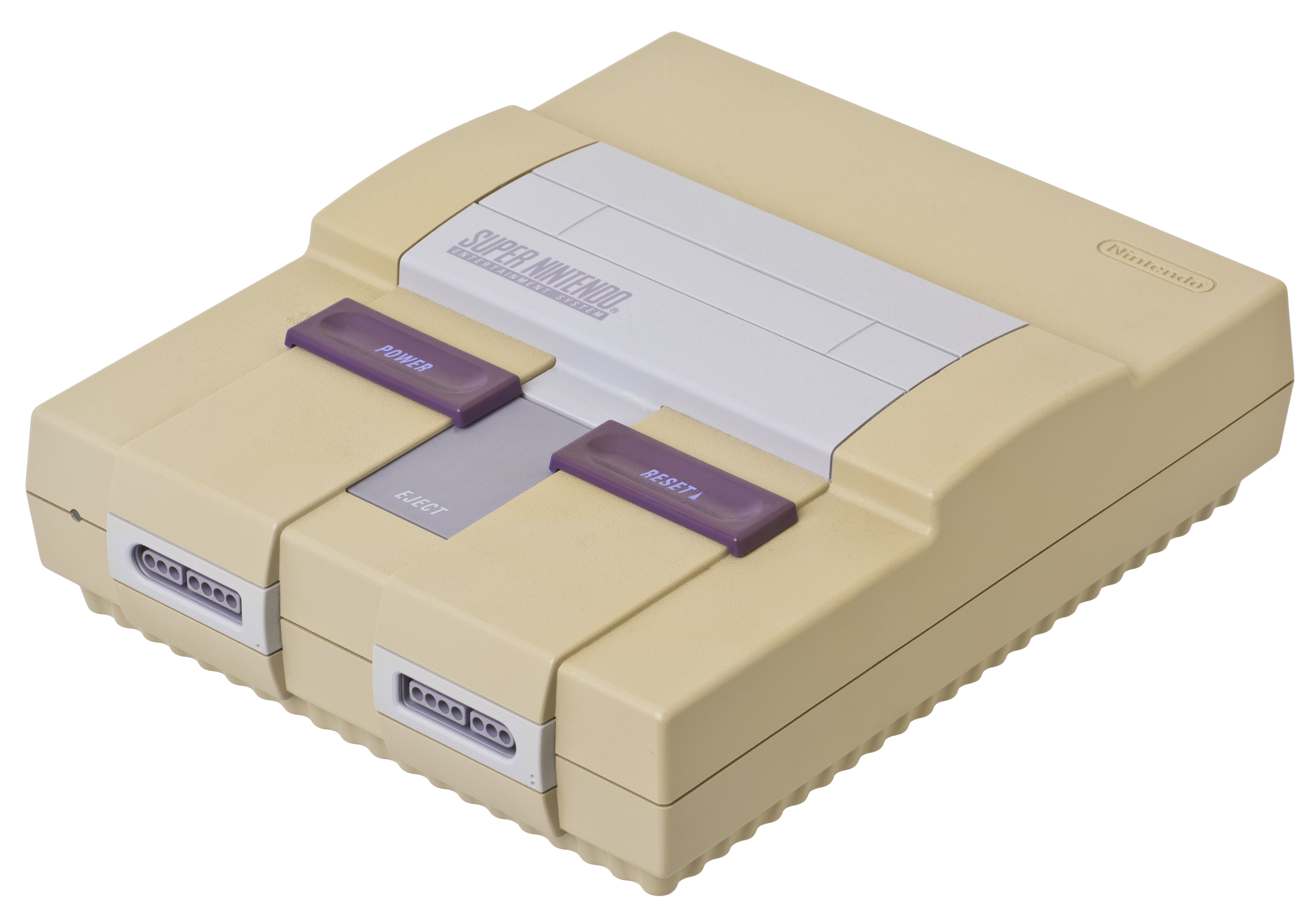
Una consola SNES amb el problema del canvi de color causat per l'oxidació del plàstic.

Oxidació en els components de la carcassa: Algunes consoles tant la Super Famicom com la SNES originals comparteixen un error industrial en el disseny dels components emprats per al plàstic ABS de la carcassa, ja que és susceptible a l'oxidació causada pel contacte amb l'oxigen, aquest problema era més notori si la consola s'exposava per un llarg temps a la intempèrie, la causa era probablement a una mescla incorrecta dels additius estabilizantes o retardadores de flama. En resum, el color del plàstic de la carcassa canvia a color groc per l'oxidació. El color pot ser restaurat de vegades amb llum UV i una solució de peròxid d'hidrogen.

### Carcassa de la consola i les seves diferències regionals
Igual que la seva consola predecessora, la consola té diferències en el disseny de la seva carcassa, particularment en l'alliberament americà on té un disseny totalment diferent als seus contrapartes japonesa, europea, australiana i sud-coreana. El disseny per a la seva versió nord-americana va ser elaborat per la companyia de disseny industrial Llanci Barr i va ser realitzat amb la finalitat d'evitar de col·locar aliments i begudes o algun tipus d'objecte sobre la base de la consola, alguna cosa que si havia succeït amb la seva consola predecessora NES. Els canvis més notoris en la consola són les següents:
| Super Famicom original                              | Super NES americana original                                 | Super Nintendo PAL original | New-Style Super NES                                   | Super Famicom Jr.                              |
| Versió original japonesa model SHVC-001 (1990-1998) | Versió americana models SNS-001 i SNSM-001 (BRA) (1991-1997) | Versions PAL i sud-coreana models: SNSP-001A(FRG) SNSP-001A(UKV) SNSP-001A(ITA) SNSP-001A(FRA) SNSP-001A(SCN) SNSP-001A(AUS) SNSN-001(KOR) (1992-1998) | Versió nord-americana "Jr." model SNS-101 (1997-1999) | Versió Jr. japonesa model SHVC-101 (1998-2003) |

Logotip oficial usat en la versió japonesa.

Versió japonesa: el Super Famicom presenta un disseny arrodonit de color blanc amb una base en la part superior de color gris, conté el logotip de la consola de quatre colors: verd, blau, vermell i groc situat en la part superior dreta de la consola, mateixa que també representa als quatre botons A-B-X-I del comandament o control del sistema. La longitud dels cables emprats per al sistema és la més curta en comparació de les altres versions. Encara que totes les Super Famicom són de la mateixa qualitat, Nintendo va realitzar dues produccions independents: les consoles fabricades al Japó, els nombres de les quals de sèrie comencen per "S", i les fabricades a la Xina, els nombres de les quals de sèrie comencen per "SM". El sistema de vídeo emprat per aquesta consola és el NTSC, variant NTSC-J.

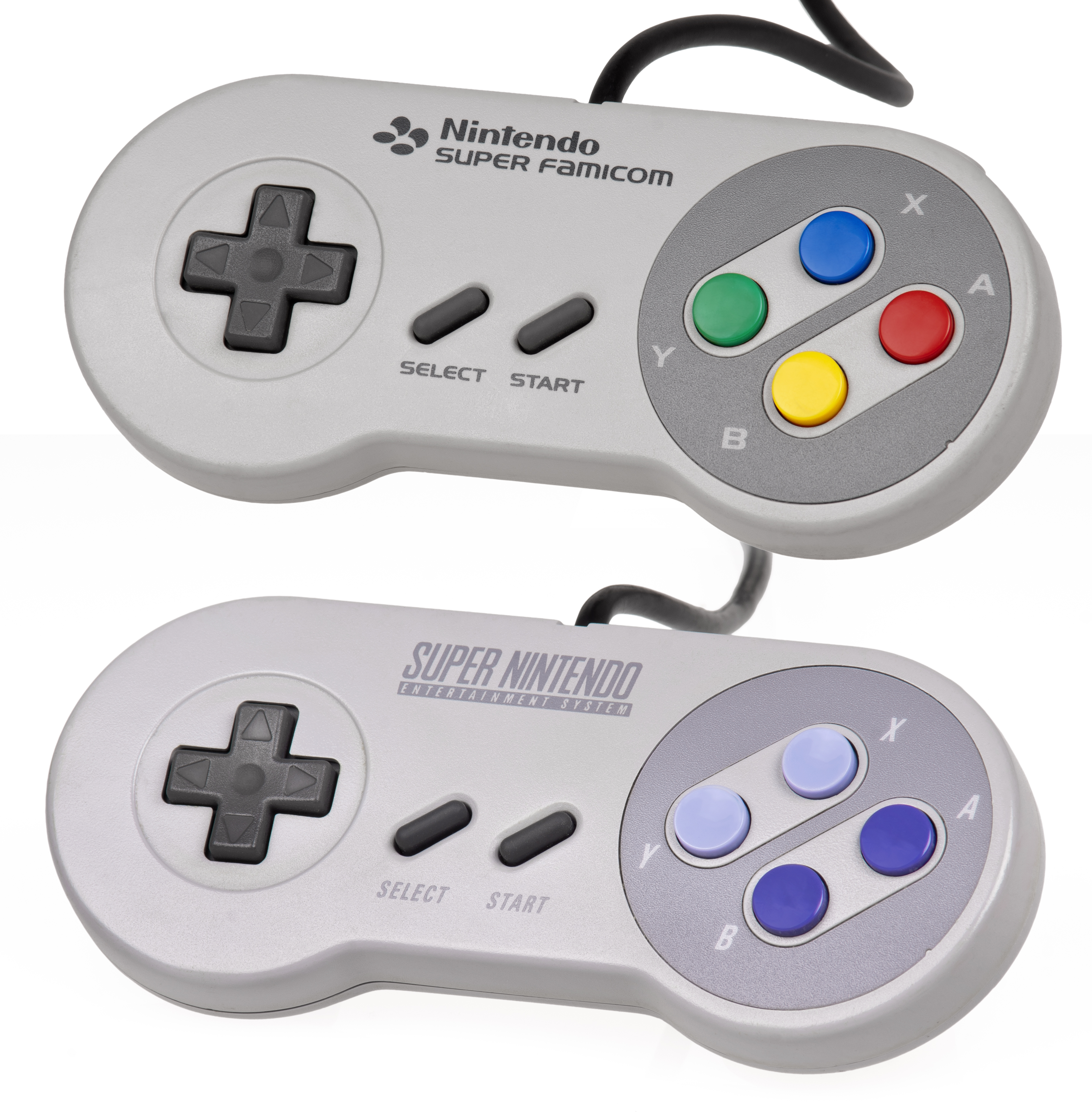
Dos comandaments on es mostren les seves simples diferències en el disseny; en la part d'a dalt: mano model SHVC-005 per la Super Famicom, a baix: mano model SNS-005 per la Super NES americana.

Versió americana: la consola Super Nintendo és la que presenta un disseny totalment diferent a les altres versions, la base de la carcassa presenta amb una superfície corba a l'àrea de la ranura del cartutx, això amb la finalitat d'evitar col·locar algun element o objecte en la consola que pogués ocasionar alguna descompostura com a líquids o aliments, els colors dels botons de la carcassa d'encès i reinicio són morats, l'interruptor d'expulsar els cartutxos és de color gris. Mentrestant, en el control els botons A-B són de color morat amb un relleu convex i els botons X-I són de color espígol. Igual que la carcassa, els cartutxos americans presenta una diferència en el disseny, la qual genera una incompatibilitat a nivell físic per als cartutxos de les versions japonesa, PAL i sud-coreana, encara que pot solucionar-se mitjançant l'ús d'adaptadors o realitzant una modificació en la ranura del cartutx. De la versió americana existeix el model SNSM-001(BRA) dissenyat per al mercat brasiler i produït en Rageu-vos per la companyia Playtronic. Aquest model brasiler va ser l'únic model SNES fabricat fora del Japó. Del model SNS-001 hi ha dues versions, la SNS-USA i la SNS-US/CA venudes al mercat nord-americà. El sistema de vídeo emprat per aquesta consola és el NTSC, variant NTSC-M.
- Versió Jr. japonesa i americana: les versions junior de la consola són redissenys en menor grandària i pes. Tant la versió americana com la japonesa presenta el mateix disseny, solament diferenciades en la grandària i forma de la ranura del port o connector on s'insereixen els cartutxos i en el color emprat per als botons de la carcassa i dels controls per a les seves respectives regions. Encara que popularment es coneix a la versió nord-americana com "Jr.", "Mini" o "SNES 2", aquesta versió és considerada per Nintendo com una SNES més amb un nou disseny i model, estant referenciada oficialment com la "New-Style Super NES",[50] mentre que la versió japonesa sí va ser nominada oficialment com la "Super Fámicom Jr.". Aquest model mai va ser llançat en versió PAL.

### Cartutx dels jocs

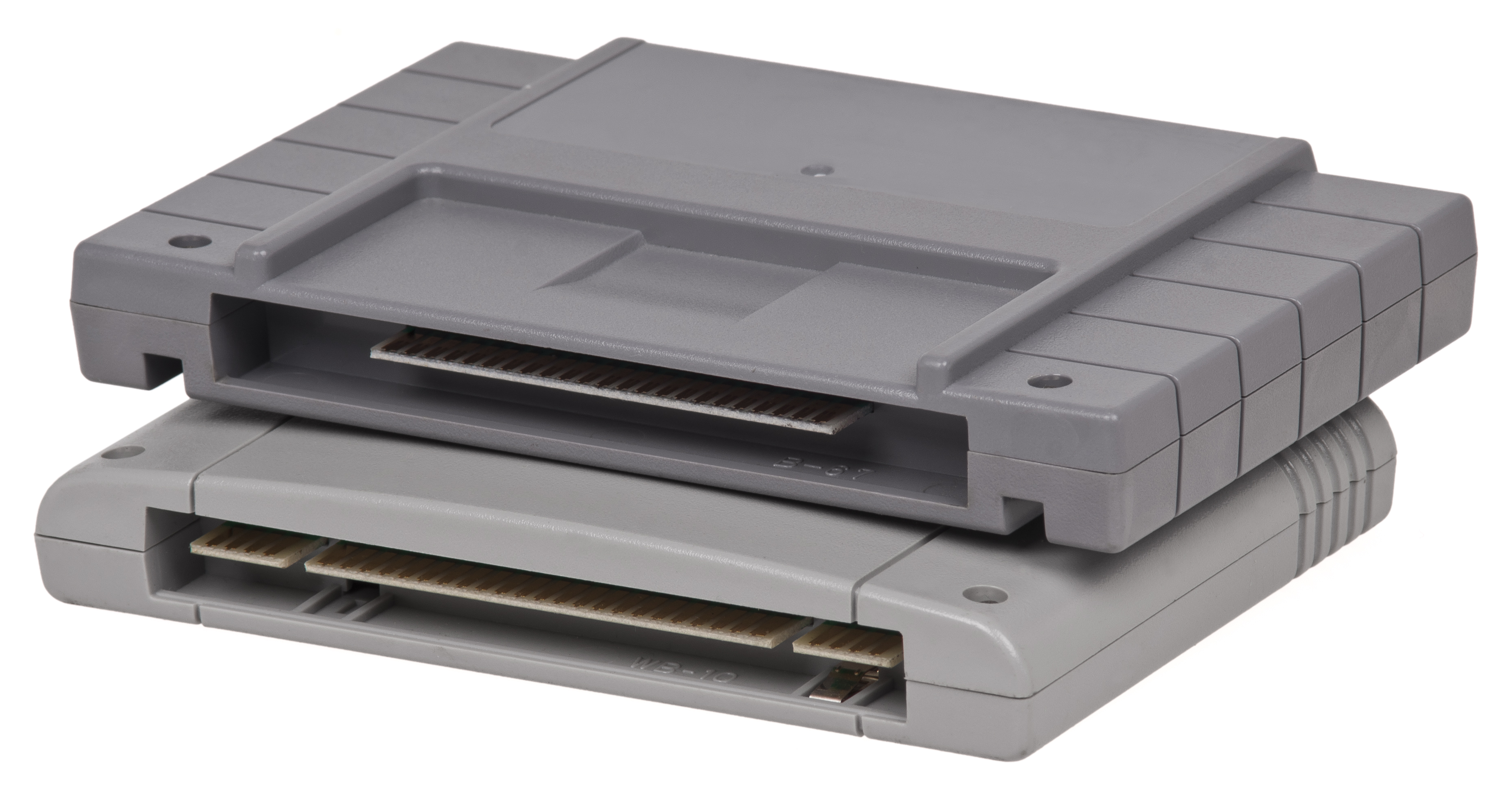
Vista comparativa del disseny dels cartutxos per a les seves respectives regions; a dalt: cartutx per al sistema SNES americà, a baix: cartutx per al sistema Super Famicom, el disseny del qual és idèntic al dels sistemes Hyundai Super Comboy i el SNES PAL. En el cartutx d'a baix també es mostren els pines opcionals per a l'ús de xips o coprocessadors de suport.

Els cartutxos són el mitjà d'emmagatzematge dels jocs emprat per a la consola. La grandària predeterminada en els cartutxos són de 32 Mbit a causa dels límits accessos dels controladors de memòria. Existeixen jocs com Tales of Phantasia i Star Ocean que aconsegueixen usar 48 Mbit d'informació en els cartutxos.
La majoria dels cartutxos ofereix un altre tipus de prestacions com la inclusió d'una memòria SRAM per guardar informació temporal referent als jocs, més memòria RAM de treball addicional, coprocessadors de suport i un altre tipus maquinari funcional per al sistema.
- Bloqueig regional: la consola empra bloquejos tant físics com de maquinari per evitar l'ús de cartutxos que no siguin corresponent a la regió de la consola. El disseny del cartutx en la versió americana és diferent als versions japonesa, PAL i sud-coreà, per la qual cosa empra un impediment físic que fa que el cartutx d'una altra regió no s'introdueixi completament a la ranura.[49] D'altra banda, en la versió PAL la consola empra l'ús d'un circuit de tancament que impedeix l'ús de cartutxos americans i japonesos, encara que el mateix pot solucionar-es mitjançant modificacions en els xips de vídeo i en el circuit de tancament[51] de la consola. No obstant això, aquesta modificació dels circuits de vídeo podia tenir resultats no esperats en la resolució de pantalla i en la velocitat del joc, ja que aquesta pot ser més accelerada.[52] El bloqueig regional pot ser desactivat mitjançant la modificació del circuit del tancament, encara que aquesta modificació podia ser detectada en els cartutxos de títols més actuals, per la qual cosa era necessari de l'ús d'un interruptor per evitar, novament, aquest inconvenient.[49]

## Perifèrics

### Accessoris
Durant el seu període de comercialització, un nombre d'accessoris van ser posat en llibertat, la majoria d'ells van ser fabricats per empreses de tercers per utilitzar-los com a complements en determinats títols de la consola, altres empreses desenvoluparien altres tipus d'accessoris que modificaven certs aspectes de funcionament en la consola sense llicència per part de Nintendo. Els accessoris més destacats de la consola són les següents:

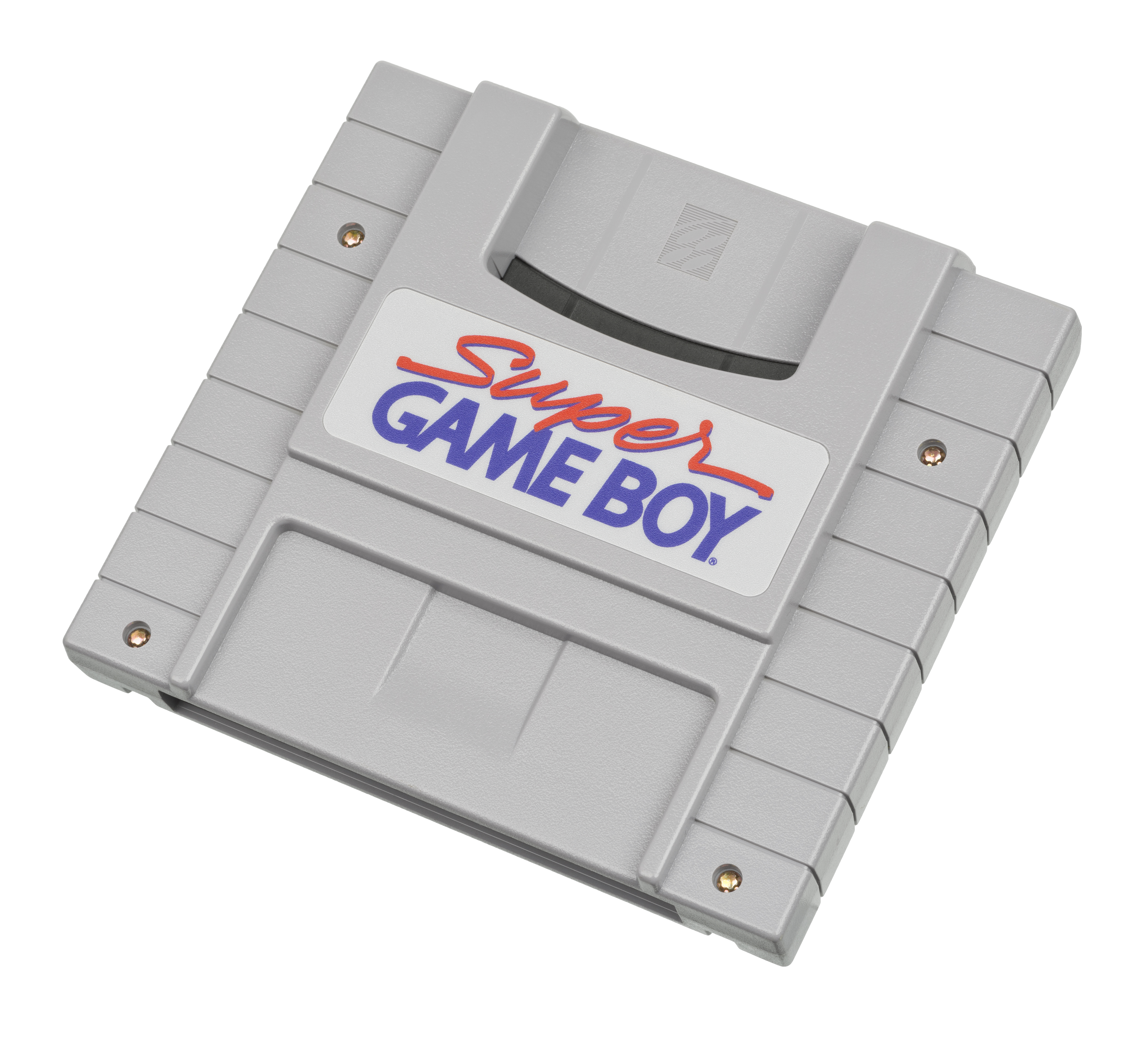
La Super Game Boy permet jugar títols de la portàtil Game Boy per mitjà de la SNES.

- Convertidor de Game Boy, Super Game Boy: permet que els jocs dissenyats per a portàtil de Game Boy puguin ser jugats per mitjà de la SNES o Super Famicom, permetia a més donar-li color als jocs
- Super Scope: una pistola de llum sense fil semblant a un bazooka
- ratolí de SNES: creat específicament per al joc de creativitat anomenat Mario Paint, encara que també podia ser usat en el Jurassic Park d'Ocean i altres jocs.
- Super Multitap: un adaptador per multi-jugador llicenciat per Hudson, similar a l'accessori de NES, NES Four Score i NES Satellite. Expandeix els ports de controladors de la SNES fins al nombre de 16 jugadors simultanis per a aquells jocs que ho suportessin (no obstant això, aquest gran nombre requereix que diversos Multitaps siguin connectats els uns als altres). Va haver-hi també un Super Multitap 2, però no funcionava en consoles PAL i NTSC (EUA)
- Sufami Turbo: un cartutx-adaptador creat per Bandai, que serveix per executar jocs de grandària Game Boy creats per a aquest adaptador en terres nipones
- Satellaview: un satmódem que s'afegia a la consola de Nintendo Super Nintendo que va ser llançat únicament al Japó
- Diversos adaptadors per permetre jugar títols o cartutxos japonesos o americans en consoles europees (PAL)

### Port EXT

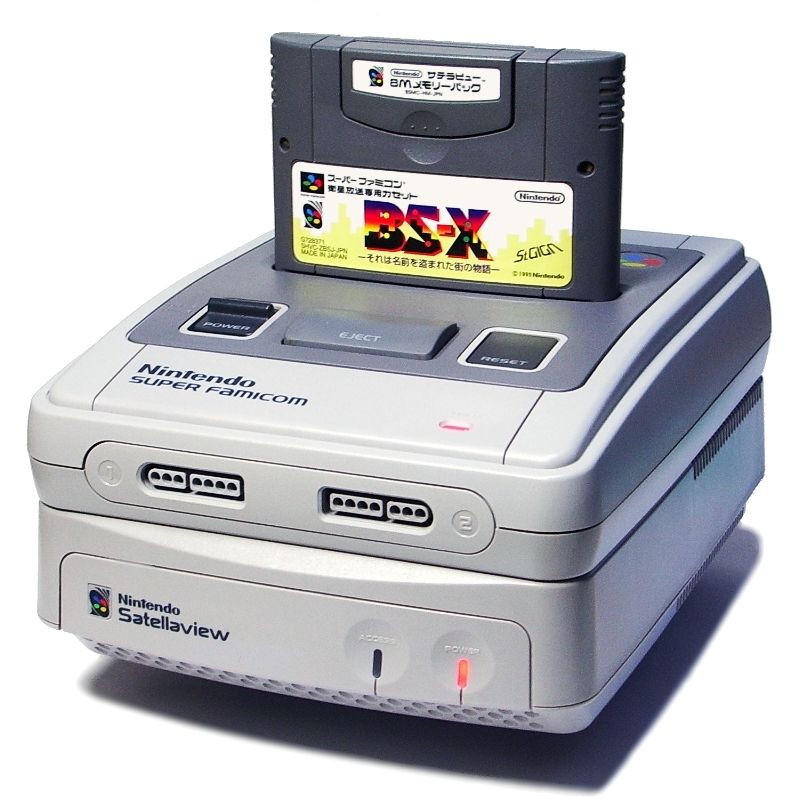
El dispositiu Satellaview funcionant en conjunt amb la Super Famicom.

La part inferior de la consola compta amb una connexió denominada "EXT". Al Japó es va publicar un perifèric anomenat Satellaview que utilitzava aquest port d'expansió. Es tracta d'un mòdem per satèl·lit amb el qual els jugadors podien competir en línia amb altres usuaris gràcies a la freqüència proporcionada per les emissions de radi per satèl·lit de St.GIGA. Normalment, els jocs disponibles per a descàrrega mitjançant aquest perifèric eren remakes o seqüeles de jocs de Nintendo, com Zelda no Densetsu (adaptació del primer Zelda de NES), Zelda no Densetsu Kodai no Sekiban (seqüela de A Link to the Past), F-Zero Grand Prix 2, etc.

### Dispositius de trucs
Dispositius de trucs de tercers llançats per la SNES permetien als jugadors modificar les dades del joc i permetien coses com a vides infinites, energia, etc. Tots els dispositius de trucs van ser fets per companyies de tercers i cap va ser llicenciat o recolzat per Nintendo.
- Pro Action Replay 2
- Game Genie

## Xips de suport
Alguns jocs van fer usos de xips especials a l'interior dels cartutxos amb la finalitat d'augmentar la potència de la màquina en diferents aspectes:
- CX4: Millorar l'ús de les transparències i càlculs trigonomètrics. Creat per Capcom i usat exclusivament en Megaman X2 i Megaman X3.
- DSP1: Millores en la Manera 7 i càlcul de vectors. Utilitzat en jocs com Super Mario Kart.
- DSP2: Escalat de gràfics. Duplica la velocitat de la SNES. Exclusiu de Dungeon Master.
- DSP3: Descompressió de gràfics. Exclusiu de SD Gundam GX.
- DSP4: Dibuixat de circuits. Exclusiu de Top Gear 3000.
- SA1: Compressor de dades 1:4. Augmenta velocitat de la SNES fins a 10 MHz. Utilitzat en jocs com Super Mario RPG, Kirby Super Star i Kirby's Dream Land 3 i en cartutxos-adaptadors de SD Gundam G-Next.
- S-DD1: Compressió de gràfics. Exclusiu de Street Fighter Alpha 2 (Capcom) i Star Ocean (Enix en l'era pre-Square-Enix).
- SPC7110: Millora en algorismes. Dissenyat per Epson i Usat en 4 jocs:
- Far East of Eden Zero
- Far East of Eden Zero - Shounen Jump no Shou
- Momotarou Dentetsu Happy
- Super Power League 4
- Super FX: Càlculs vectorials. Augmento velocitat SNES fins a 10,5 MHz. Utilitzat en Star Wing (Star Fox), Dirt Trax, Stunt Race FX i Vortex.
- Super FX 2: Augmento velocitat SNES fins a 21 MHz. Utilitzat en Super Mario World 2: Yoshi's Island, Winter Gold i Doom.
- Bolet DSP: Aquests xips són creats per Bolet Corp. per millorar la capacitat d'IA. Utilitzat en 3 jocs segons el xip:
- ST-10: F1 Roc 2
- ST-11: Hayazashi Nidan Morita Shougi
- ST-18: Hayazashi Nidan Morita Shougi II
- OBC-1: Manipulació de sprites. Exclusiu de Metall Combat, seqüela de Battle Clash.
- S-RTC: Un xip que mostra el rellotge en temps real. Exclusiu de Daikaijuu Monogatari II.

## Programari
El catàleg de llançament Japonès el 1990 de la Super Famicom va ser compost per: Super Mario World i F-Zero. A Amèrica, el 1991, cinc títols: Super Mario World, F-Zero, Pilotwings, Gradius III i SimCity.

### Vendes
40 jocs han sobrepassat el milió d'unitats venudes a tot el món, alguns només exclusius del Japó o Amèrica del Nord, sent Super Mario World el més venut amb 20.000.000 als tres mercats principals.
Els deu jocs més venuts van ser:
- Super Mario World (20 000 000)[55]
- Donkey Kong Country (8 000 000)[56]
- Super Mario Kart (8 000 000)[57]
- Street Fighter II (6 300 000)[58]
- The Legend of Zelda: A Link to the Past (4 610 000)[59]
- Donkey Kong Country 2: Diddy's Kong Quest (4 370 000 aproximadament, 2 210 000 al Japó,[60] 2 160 000 a EUA)[61]
- Street Fighter II Turbo (4 100 000)[58]
- Super Mario World 2: Yoshi's Island (4 000 000)[55]
- Dragon Quest VI (3 200 000 al Japó)[60]
- Donkey Kong Country 3: Dixie Kong's Double Trouble! (2 890 000 aproximadament, 1 770 000 al Japó,[60] 1 120 a EUA)[61]

### Jocs
Entre els seus jocs més famosos es troben:
- Super Mario World
- Donkey Kong Country
- The Legend of Zelda: A Link to the Past
- Starwing
- Super Mario Kart
- Chrono Trigger (no distribuït a Europa)
- Super Mario RPG (no distribuït a Europa)
- Final Fantasy VI (no distribuït a Europa)